# 로날트 더 부르
로날트 더 부르(네덜란드어: Ronaldus "Ronald" de Boer, 1970년 5월 15일 ~ )는 네덜란드의 은퇴한 축구 선수로, 자국 리그에서 절정의 활약을 보여주었고, 유럽의 타 클럽에서도 활약하였다. 현재는 AFC 아약스 U-19의 코치이다.
더 부르는 알샤말에서 선수 생활을 마무리 하던 중 2008년 5월, 치명적인 목 부상을 당해 선수 생활을 마감하고 말았다. 그는 과거 네덜란드의 축구 선수이자, 동료인 프랑크 더 부르의 쌍둥이 남동생이다.